# Coarticulatie
In de fonetiek is coarticulatie het vormen van een medeklinker met twee articulatiepunten. Deze medeklinkers worden ook wel complexe medeklinkers genoemd, en zijn onder te verdelen in twee groepen:
- Dubbel gearticuleerde medeklinkers: deze hebben twee primaire articulatiepunten met dezelfde manier van articulatie. Een voorbeeld hiervan is de stemloze labiaal-velaire plosief [k͡p]?.
- Tweede articulatie: medeklinkers waarvan beide articulatiepunten een andere manier van articulatie hebben. Een voorbeeld hiervan is de stemloze labiaal-velaire plosief [kʷ]?.

Op de kliks na zijn vrijwel alle dubbel gearticuleerde medeklinkers labiaal-velair. Tweede articulaties zijn meestal labialisaties, palatalisaties, velarisaties en faryngaliseringen.
Deze pagina bevat fonetische informatie in het IPA, die in sommige browsers mogelijk niet correct wordt weergegeven.
Waar symbolen in paren voorkomen, vertegenwoordigt het rechter teken een stemhebbende medeklinker. Gearceerde gebieden bevatten medeklinkers die worden beschouwd als onuitspreekbaar.
Zie ook: IPA, Klinkers